# Szimpla romkocsma
A Szimpla egy vendéglátóipari vállalkozás, amely kávézóként, 2001-ben nyílt meg, a még hagyományosnak mondható jelleggel. Az igazi különlegességet a 2004-ben megnyíló Szimpla kert jelentette, amely Budapest VII. kerülete egyik bérházának belső tereit ki- és felhasználva hozta létre az első magyarországi „romkocsmát.”

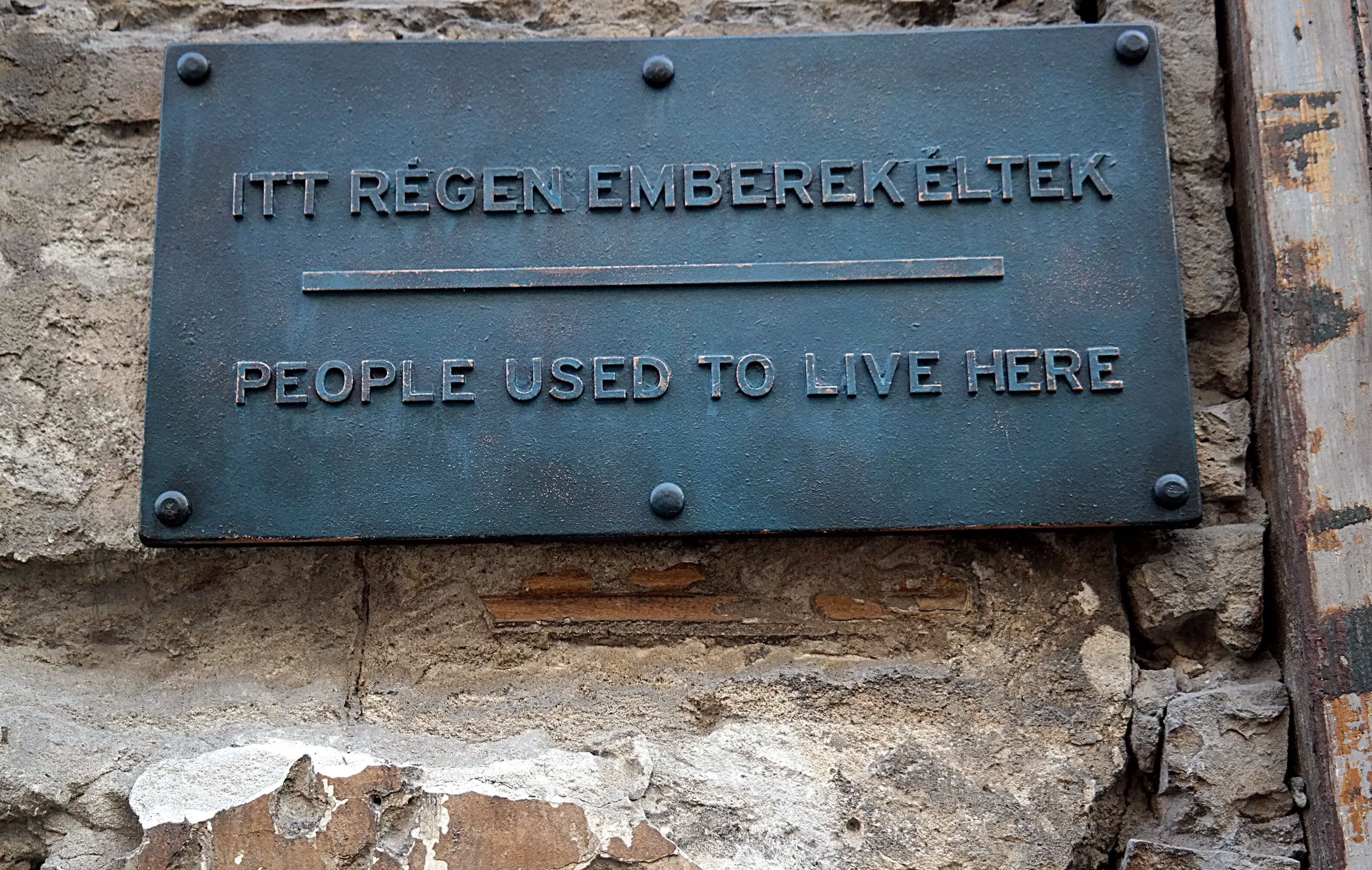
Emléktábla a ház falán

„A Szimpla abból a célból üzemel, hogy kiderüljön, lehet-e piaci alapon rétegkultúrát finanszírozni, kilátástalannak tűnő építkezéseket túlélni, kiegyensúlyozottan működő konyhát vinni, kertmoziban saját forgalmazású filmeket vetíteni, animációs filmfesztiválokat szervezni.”
A Szimpla kert a Lonely Planet útikalauz 2011-es szavazásán a világ 3. legjobb bárja címet nyerte el.